# Карадере (дем Козлукебир)
Вижте пояснителната страница за други значения на Кара дере.
Карадере или Кардере (на гръцки: Δρύμη, Дрими) е село в Западна Тракия, Гърция. Селото е част от дем Козлукебир.

## География
Селото е разположено на 26 километра североизточно от Гюмюрджина.

## История
В 19 век Карадере е село в Гюмюрджинска кааза на Одринския вилает на Османската империя. Според статистиката на професор Любомир Милетич в 1912 година в селото живеят помаци.